# Lialis
Lialis is een geslacht van hagedissen die behoren tot de gekko's en de familie heuppotigen (Pygopodidae).

## Naam en indeling
Er zijn twee soorten, de wetenschappelijke naam van de groep werd voor het eerst voorgesteld door John Edward Gray in 1835.

## Verspreiding en habitat
De gekko's komen voor in delen van Australië en in Azië in Indonesië. De habitat bestaat uit vochtige tropische en subtropische bossen, zowel in laaglanden als in bergstreken, droge tropische en subtropische bossen, verschillende typen savannen en scrublands en hete woestijnen.

## Beschermingsstatus
Door de internationale natuurbeschermingsorganisatie IUCN is aan beide soorten een beschermingsstatus toegewezen. De hagedissen worden beschouwd als 'veilig' (Least Concern of LC).

## Soorten
Het geslacht omvat de volgende soorten, met de auteur en het verspreidingsgebied.
| Naam                                       | Auteur          | Vernoemd naar                                     | Verspreidingsgebied  |
| ------------------------------------------ | --------------- | ------------------------------------------------- | -------------------- |
| Spitskopschubpoothagedis (Lialis burtonis) | Gray, 1835      | Edward Burton (1790 – 1867), Brits legermajoor    | Australië, Indonesië |
| Lialis jicari                              | Boulenger, 1903 | A. H. Jiear, toenmalig magistraat in Nieuw-Guinea | Indonesië            |